# Lightspark
Lightspark är en fri Flash-spelare med öppen källkod, vilken har släppts under licensen GNU LGPL version 3.
Spelaren använder sig av OpenGL-baserad rendering tillsammans med GLSL-fragment. Lightspark kan avkoda H.264-video, vilket används av sidor såsom Youtube och Vimeo.
För att köra ActionScript så använder Lightspark sig av LLVM till JIT-kompilering (D.v.s. för att översätta ActionScript till ett språk som datorn förstår). Lightspark stödjer större delen av ActionScript 3.0, och för ActionScript 1.0 och 2.0 (AVM1) kod så faller Lightspark tillbaka på Gnash; Vilket är en annan fri SWF-spelare med stöd för just dessa.
Lightspark stödjer Mozilla Firefox, Chromium och Google Chrome och finns tillgängligt på Ubuntu (för  PowerPC, X86, ARM och AMD64 arkitekturer), men den är portabel mjukvara och det finns en variant för Windows och den kan troligtvis även byggas för andra plattformar.